# Kapusta z fasolą i kaszą jaglaną
Kapusta z fasolą i kaszą jaglaną – regionalna potrawa wigilijna w województwie podkarpackim, której podstawowymi składnikami są: kiszona kapusta, kasza jaglana i fasola „jasiek” lub inna mniejsza fasola. Produkt został wpisany na polską listę wyrobów tradycyjnych w kategorii „Gotowe dania i potrawy w woj. podkarpackim”.

## Historia i tradycja
W województwie podkarpackim kapusta jest na tyle popularna, że spożywana jest przez cały rok w różnej postaci. Aby urozmaicić dietę, dodawano do kapusty różnego rodzaju składniki. Jedną ze znanych potraw w regionie jest kapusta z fasolą i kaszą jaglaną. To wywodzące się z okolic Turbii danie kuchni lasowiackiej jest spożywane nadal m.in. podczas wieczerzy wigilijnej.

## Przygotowanie
Przykładowe składniki: 1,5 kg kiszonej kapusty, 400 g fasoli „jasiek”, 300 g kaszy jaglanej, 1 cebula, masło lub olej lniany.
Fasolę moczy się w zimnej wodzie, po czym w tej samej osolonej wodzie jest gotowana do miękkości. Kiszona kapusta zostaje obgotowana i odcedzona, by pozbyć się nadmiaru kwaśności. Następnie zostaje zalana zimną wodą i gotowana na wolnym ogniu. Gdy kapusta zaczyna mięknąć, jest dodawana kasza jaglana, uprzednio wypłukana w zimnej wodzie – zostaje zasypana warstwą na powierzchnię gotującej się kapusty – by zapobiec przypaleniu się kaszy i gotowana, parowana, na małym ogniu do czasu aż zaczyna pękać, bez mieszania. Po ugotowaniu kaszy, zostaje dodana ugotowana fasola i tłuszcz z podsmażoną cebulą, całość jest mieszana, już bez gotowania. Można również dodać suszonych grzybów leśnych, by potrawa nabrała wyrazistego smaku. Proporcje poszczególnych składników zależą od gustu domowników. Po ugotowaniu potrawa zostaje odstawiona na co najmniej 12 godzin w chłodne miejsce. Kapusta z fasolą i kaszą jaglaną najlepiej smakuje podgrzana drugiego dnia po przygotowaniu.